# Plus jamais peur
Plus jamais peur (arabe : لا خوف بعد اليوم soit La Khaoufa Baada Al'Yaoum) est un film documentaire tunisien réalisé par Mourad Ben Cheikh et présenté au Festival de Cannes 2011.
Les images ont été tournées pendant la révolution tunisienne. 